# Anouk Aimée

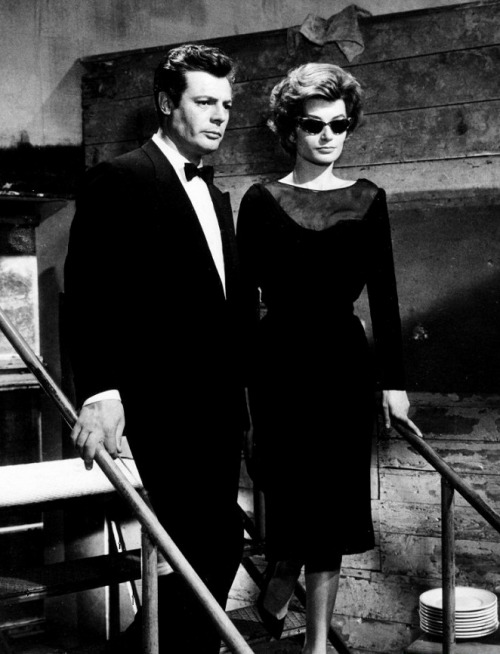
Marcello Mastroianni i Aimée w filmie Słodkie życie (1960)

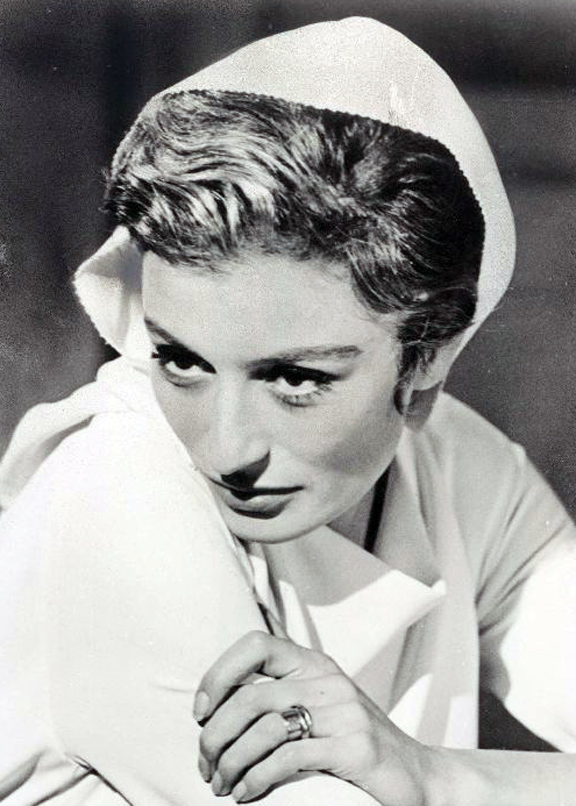
Aimée w filmie Osiem i pół (1963)

Anouk Aimée (właśc. Nicole Françoise Florence Dreyfus; ur. 27 kwietnia 1932 w Paryżu,  zm. 18 czerwca 2024 tamże) – francuska aktorka filmowa i telewizyjna. Laureatka BAFTY i Złotego Globu za rolę w filmie Kobieta i mężczyzna (1966) oraz przyznawanej podczas MFF w Cannes nagrody za pierwszoplanową rolę kobiecą za film Skok w pustkę (1980).

## Życiorys
Urodziła się w Paryżu jako córka pary aktorskiej – Geneviève Marii Thérèse Soryi (z domu Durand) i Henriego Murraya Dreyfusa. Jej ojciec był żydem, matka zaś katoliczką. Została wychowana w katolicyzmie, ale później jako dorosła przeszła na judaizm. Jej wczesna edukacja odbyła się w l’École de la rue Milton w Paryżu i l’École de Barbezieux. Uczyła się tańca w Operze Marsylskiej. Podczas II wojny światowej ukończyła szkołę w Mayfield School w Mayfield w Sussex, ale wyjechała przed zdaniem matury. Studiowała teatr w Anglii, po czym studiowała sztukę dramatyczną i taniec u Andrée Bauer-Thérond.
Jako 14-latka zadebiutowała w roli Anouk w dramacie La Maison sous la mer (1947) z Viviane Romance. Wkrótce reżyser Marcel Carné zaangażował ją do roli Barbary w dramacie La fleur de l’âge (1947). W dramacie André Cayatte Kochankowie z Werony (1949) zagrała postać Georgii Maglii, współczesnej Julii. Zarówno namiętna, jak i enigmatyczna, Aimée w latach 50. występowała w szeregu melodramatów, aż w końcu wdarła się do Hollywood z drugoplanową rolą Evy w dramacie Anatole’a Litvaka Podróż (The Journey, 1959) u boku Deborah Kerr, Yula Brynnera i Jasona Robardsa.
Międzynarodową popularność zdobyła dzięki roli znudzonej nimfomanki Maddaleny w komediodramacie Federico Felliniego Słodkie życie (La Dolce vita, 1960) z Marcello Mastroiannim. Tytułowa rola tancerki kabaretowej i samotnej matki w melodramacie Jacques’a Demy’ego Lola (1961) przyniosła jej nominację do nagrody BAFTA dla najlepszej aktorki zagranicznej. W filmie biblijnym Roberta Aldricha Ostatnie dni Sodomy i Gomory (Sodom and Gomorrah, 1962) ze Stewartem Grangerem została obsadzona w roli królowej Bery. Była jedną z kilku aktorek branych pod uwagę do roli baronowej w filmowej wersji Dźwięki muzyki (1965), rola ostatecznie przypadła Eleanor Parker. Po występie w roli cierpliwej żony w kolejnym filmie Felliniego Osiem i pół (1963), za kreację Anne Gauthier w melodramacie Claude’a Leloucha Kobieta i mężczyzna (1966) otrzymała statuetkę Złotego Globu dla najlepszej aktorki w filmie dramatycznym, nagrodę BAFTA i nominację do Oscara dla najlepszej aktorki. Wcieliła się w szereg drugoplanowych ról w europejskich filmach i miniserialach telewizyjnych, w tym jako Lola / Cecile w dramacie Jacques’a Demy’ego Sklep z modelkami (Model Shop, 1969), Simone Lowenthal w czarnej komedii Prêt-à-Porter (1994) czy Letycja Buonaparte w miniserialu Napoleon (2002).
Była na okładkach magazynów takich jak „Paris Match”, „Elle”, „Télé 7 jours”, „Film” i „Ekran”.

## Filmografia
- 1949: Kochankowie z Werony (Les Amants de Vérone) jako Georgia Maglia (Julia)
- 1953: Pasterka i kominiarczyk (La Bergère et le Ramoneur) jako Pasterka (głos; wersja z 1953)
- 1955: Niedobre spotkania (Les Mauvaises rencontres) jako Catherine Racan
- 1957: Wszystko dla pań (Pot-Bouille) jako Marie Pichon
- 1959: Podróż (The Journey) jako Ewa
- 1959: Głową o mur (La Tête contre les murs) jako Stéphanie
- 1960: Słodkie życie (La Dolce vita) jako Maddalena
- 1961: Uprowadzenie jako Claire Plemian
- 1961: Lola jako Lola
- 1963: Osiem i pół (8½) jako Luisa Anselmi
- 1966: Kobieta i mężczyzna (Un homme et une femme) jako Anne Gauthier
- 1969: Spotkanie (The Appointment) jako Carla
- 1980: Skok w pustkę (Salto nel vuoto) jako Marta Ponticelli
- 1981: Tragedia człowieka śmiesznego (La Tragedia di un uomo ridicolo) jako Barbara Spaggiari
- 1984: Najlepszą zemstą jest sukces (Success Is the Best Revenge) jako Monique de Fontaine
- 1986: Kobieta i mężczyzna: 20 lat później (Un Homme et une femme : vingt ans déjà) jako Anne Gauthier
- 1994: Prêt-à-Porter jako Simone Lowenthal
- 1997: Salomon (TV) jako Batszeba
- 1998: Los Angeles bez mapy (L.A. Without a Map) w roli samej siebie
- 2004: I żyli długo i szczęśliwie (Ils se marièrent et eurent beaucoup d'enfants) jako matka Vincenta

## Nagrody
| Rok  | Nagroda              | Kategoria                               | Film                | Źr     |
| ---- | -------------------- | --------------------------------------- | ------------------- | ------ |
| 1967 | Nagroda BAFTA        | Najlepsza aktorka pierwszoplanowa       | Kobieta i mężczyzna | [ 11 ] |
| 1967 | Złoty Glob           | Najlepsza aktorka w filmie dramatycznym | Kobieta i mężczyzna | [ 11 ] |
| 1980 | Nagroda MFF w Cannes | Najlepsza aktorka pierwszoplanowa       | Skok w pustkę       | [ 11 ] |